# Кераміка Фаенци
Кераміка Фаенци  або Майоліка Фаенци (італ. Ceramica di Faenza) — відомий історичний керамічний центр Італії, виробництво в котрому не припинилось до 21 ст.

## Історія

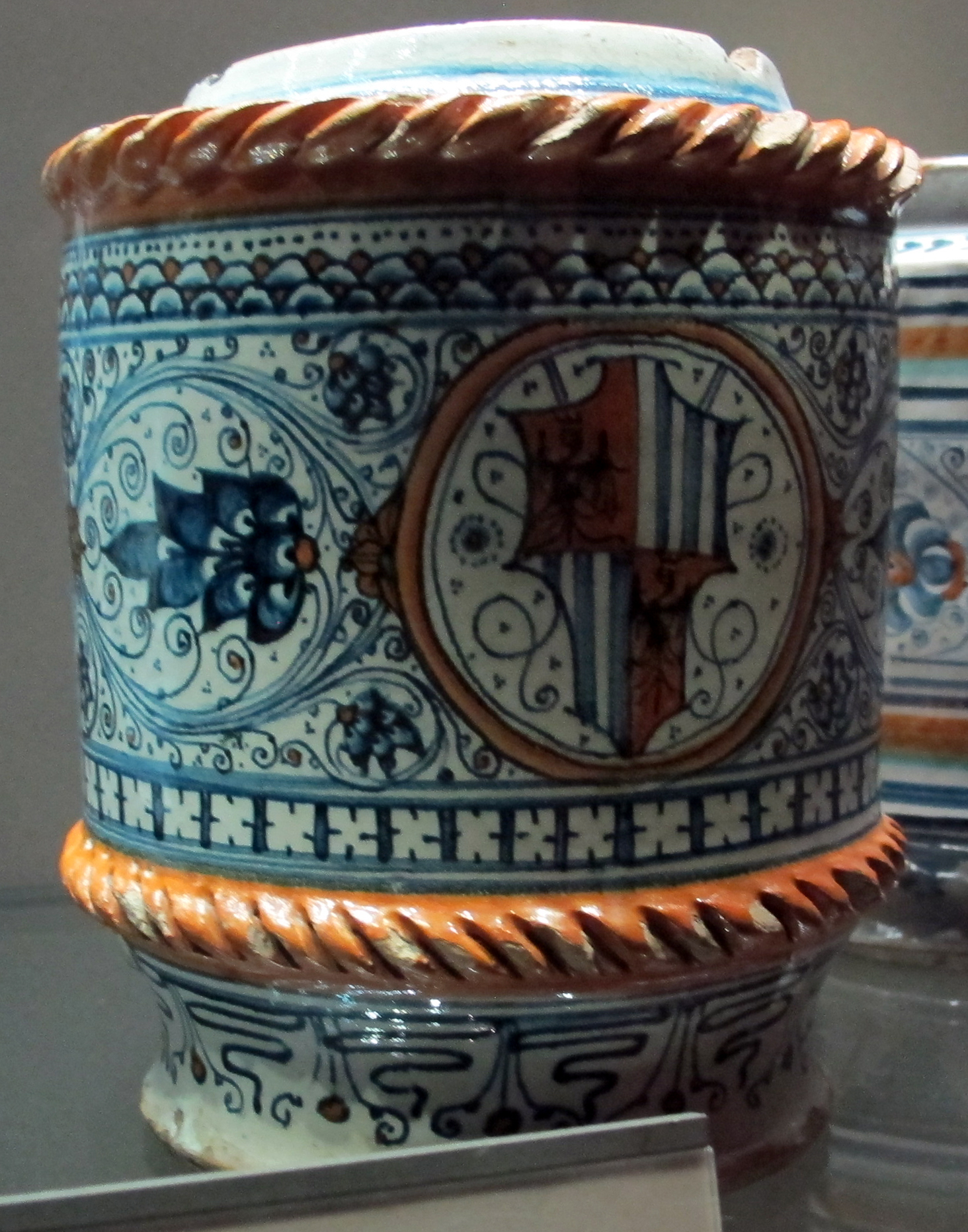
Кераміка Фаенци. Альбарелло (0аптечний посуд, до 1510 року.

Фаенца — місто та муніципалітет в Італії, у регіоні Емілія-Романья, провінція Равенна. Уславилась як керамічний центр, що мав провідні позиції у керамічному виробництві країни разом із містами Дерута, Венеція, Губбіо, Урбіно, Кальтаджироне.
Вважають, що сюди свого часу привезли декілька виробів арабського посуду, котрий викликав зацікавленість у місцевих гончарів і пристрасне бажання зробити їх копії. Копії вийшли не менш цікаві, хоча й неточні. Але посуд Фаенци нового напрямку мав великий попит і від назви міста було створено позначку для посуду цього типу, відоме як фаянс.
У 18 столітті країни Західної Європи пережили справжнє захоплення порцеляною. В авангарді пошуків опинились Саксонія (Дрезден) та Австрія. В італійських князівствах винахід потрібної суміші для виготовлення порцеляни розтягся у часі. Італійські порцелянові мануфактури запрацювали пізніше, коли всесвітню славу вже мали Мейсен (Саксонія), Відень (Австрія), Севр (Франція). Порцелянові мануфактури у Італії мали менше значення, незважаючи на несхожість власних зразків із продукцією Мейсена чи Севра. Розповсюдження порцеляни мало негативний вплив на виробництво кераміки, що призвело до помітного його скорочення, а саме керамічне виробництво зазнало занепаду у 18-19 століттях або припинилося.
Керамічне виробництву у місті Фаенца вижило у конкурентній боротьбі і закріпило за собою окрему ланку.

## Характерні риси кераміки Фаенци
В місті переважно виготовляли побутовий посуд та керамічній посуд для аптек. Форми посуду були різноманітними, але традиційними. Ці форми були розповсюджені і у інших керамічних центрах.
Але потужні творчі сили надли шанс виготовляти парадний посуд, прикрашений розписами, що уславив Фаенцу як місто. Відмінності були у використанні багатої кольорової гами. Сміливості гончарів вистачило для експериментів з різними кольорами та їх комбінаціями. В добу італійського відродження орнаментальні мотиви були доповнені арсеналом нових образів — путті, амури, роги достатку, різноманітні гротески, арабески, герби тощо.
Частка блюд мала хрещатий поділ з малюнком у чотирьох ділянках (a quarteri). Інша композиційна система (a candelieri), де існували дві симетричні частини. Серед улюблених мотивів — так звана «перська квітка», котра була запозичена з іспано-мавританського посуду, але перероблену на власний варіант. Квітку виводили ретельно з власними подробицями, а загальний вигляд виходив дрібним і насиченим деталями.
Традиційними були блюда із широкими бортами, котрі відводили для смуг з арабесками. Край блюда могли додатково загинати до центру або надавати йому хвилястої форми. Іноді декор збагачували рельєфними додатками, котрі розфарбовували окремо.
Керамісти Фаенци пережили також захоплення живописом і зробили спроби перенести сюжети картин на посуд, як то робили і у іншому керамічному центрі — в Урбіно. Незважаючи на цікавість окремих зразків з копіями картинних композицій, почала втрачатись специфіка декору, адже досягти повного повтору картини не вдавалось. Однак напрямок копіювання картин прижився через надзвичайну популярність живопису у всіх верстах італійських князівств. До того ж, живопис залишався надбанням аристократії і елітарної культури, тоді як копія на блюді була дешевим її замінником і була швидше простим нагадуванням популярного образу. Форма тарелі з її різним рельєфом мало підходила для копії живопису, якщо ним вкривали усю таріль з відмовою від орнаментів на бордюрі. Художники-керамісти Фаенци і Урбіно цим нехтували.
Серед майстрів-керамістів, що копіювали картини, був і Бальдассаре Манара. Водночас він створював і власні композиції або якісь сюжетні фантазії на міфологічні чи батальні теми.
Серед майстерень Фаенци у 16 столітті виокремилась майстерня Каза Пірота (Вогняний будинок). Її заснували 1520 року. В назві закріпилося те, що там тривалий час працювали печі для випалення керамічних виробів. Мали власну специфіку і вироби майстерні Каза Пірота. Вони почали виробляти кераміку у синій гамі, так звану a berettino. Це були так звані пошуки у одному колориті, добре відомі майстрам грізайлі та художникам венеційської школи. Засіб a berettino, це використання слабко світлого на тлі, тоді як орнаменти виконували різними відтінками тої ж синьої фарби. Додача небагатьох інших кольорів лише пасувала до панівної синьої гами. З середини 16 століття додалось використання коричневих та охристих кольорів. Зазнала декотрого впливу кераміка Фаенци і від керамічних виробів Урбіно.

## Галерея, обрані твори

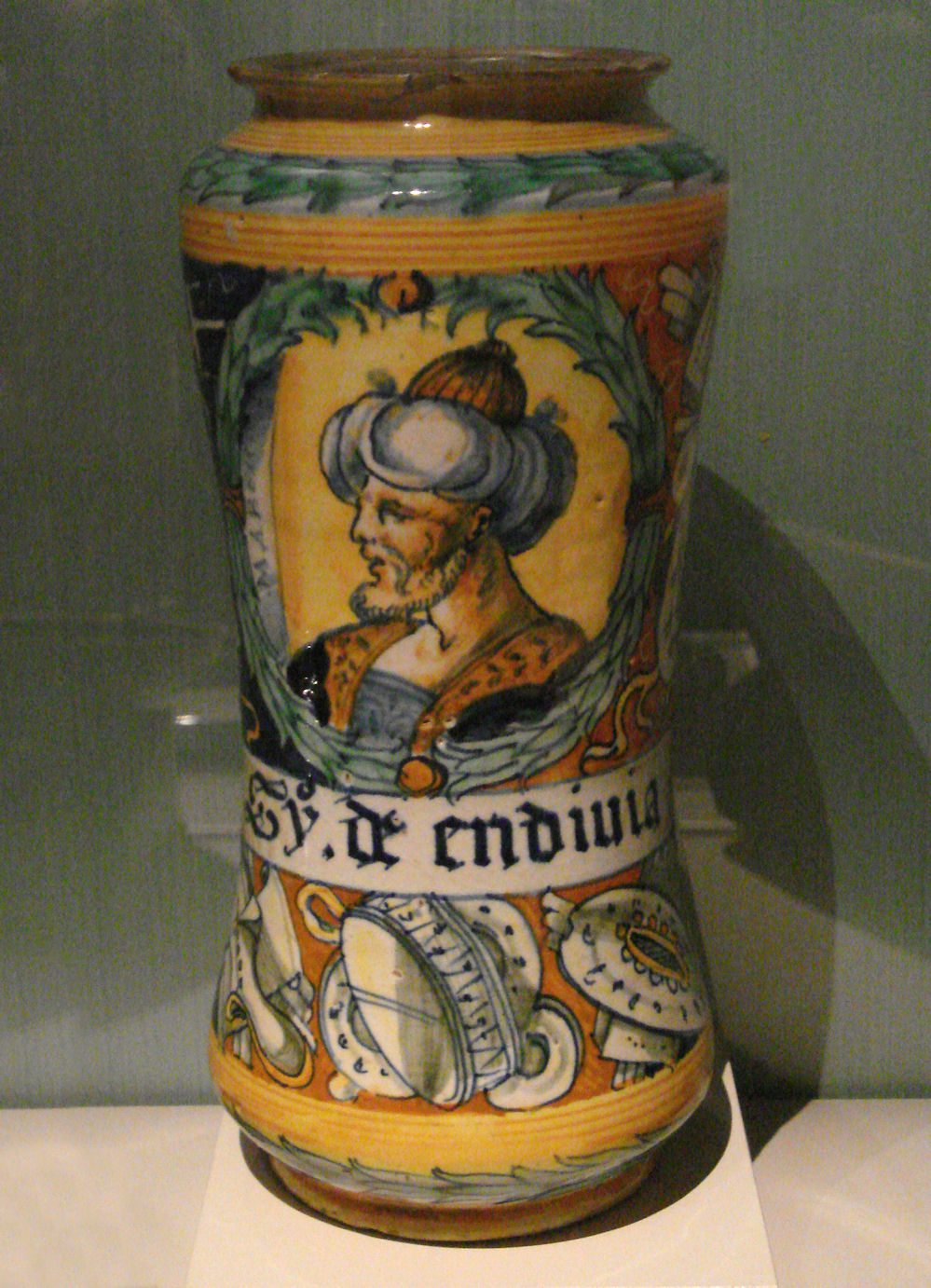
Кераміка Фаенци. Альбарелло з зображенням турка, бл. 1555 р., Каліфорнія, США.

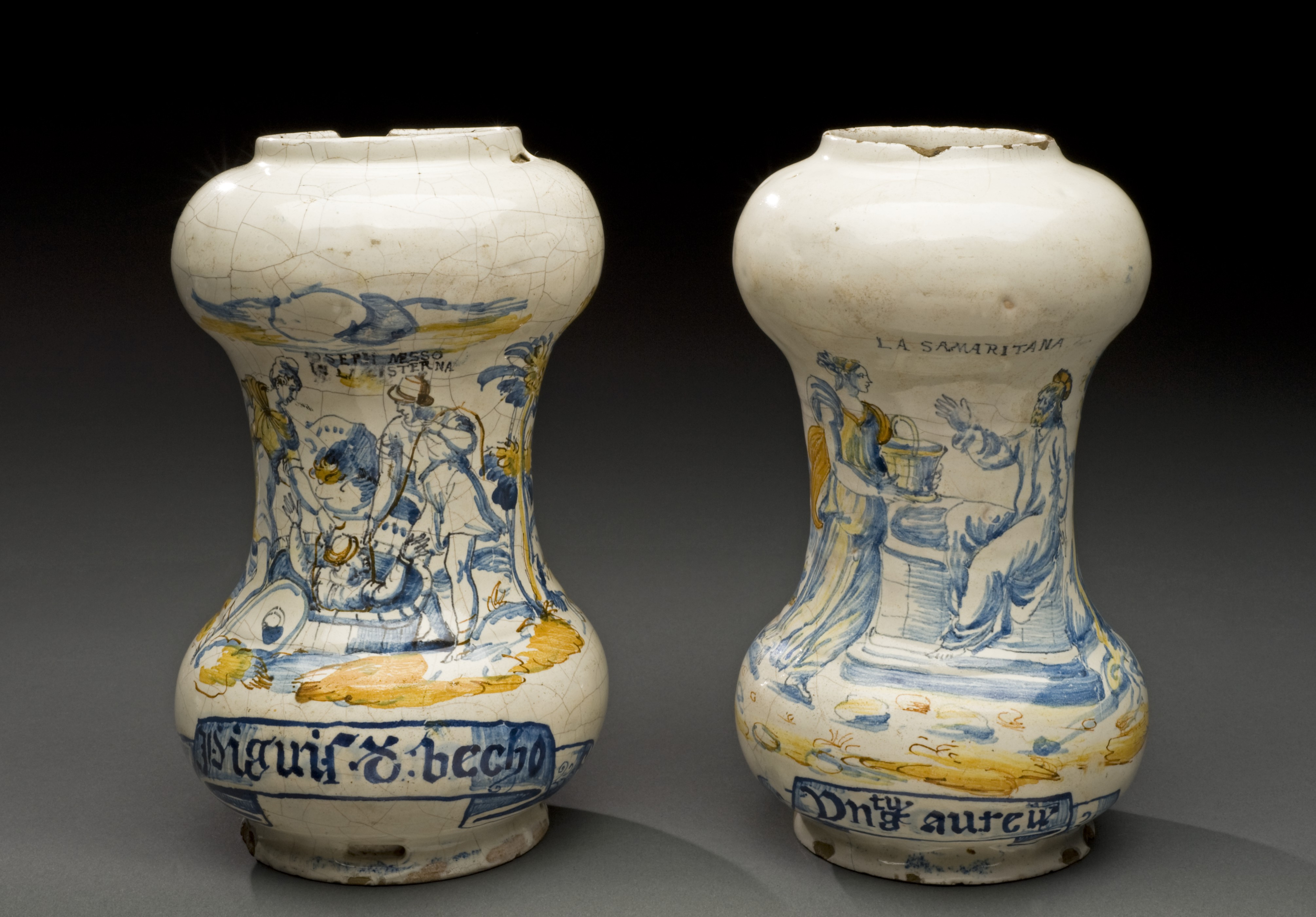
Кераміка Фаенци (провінція Равенна). Аптечний посуд (альбарелло), злам 16-17 ст.
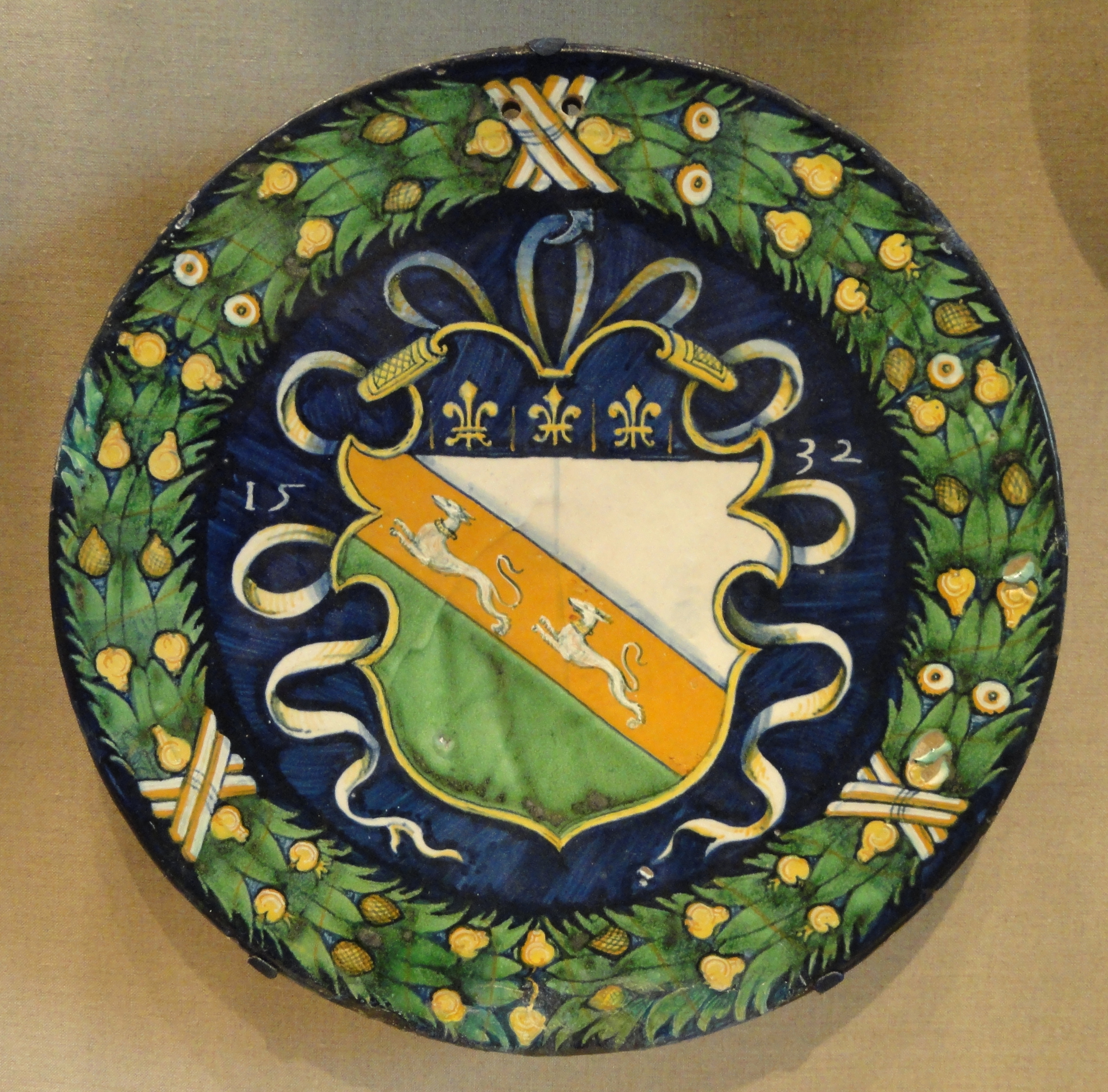
Кераміка Фаенци. Таріль з гербом, 1532 р., Національна галерея мистецтва, Вашингтон.
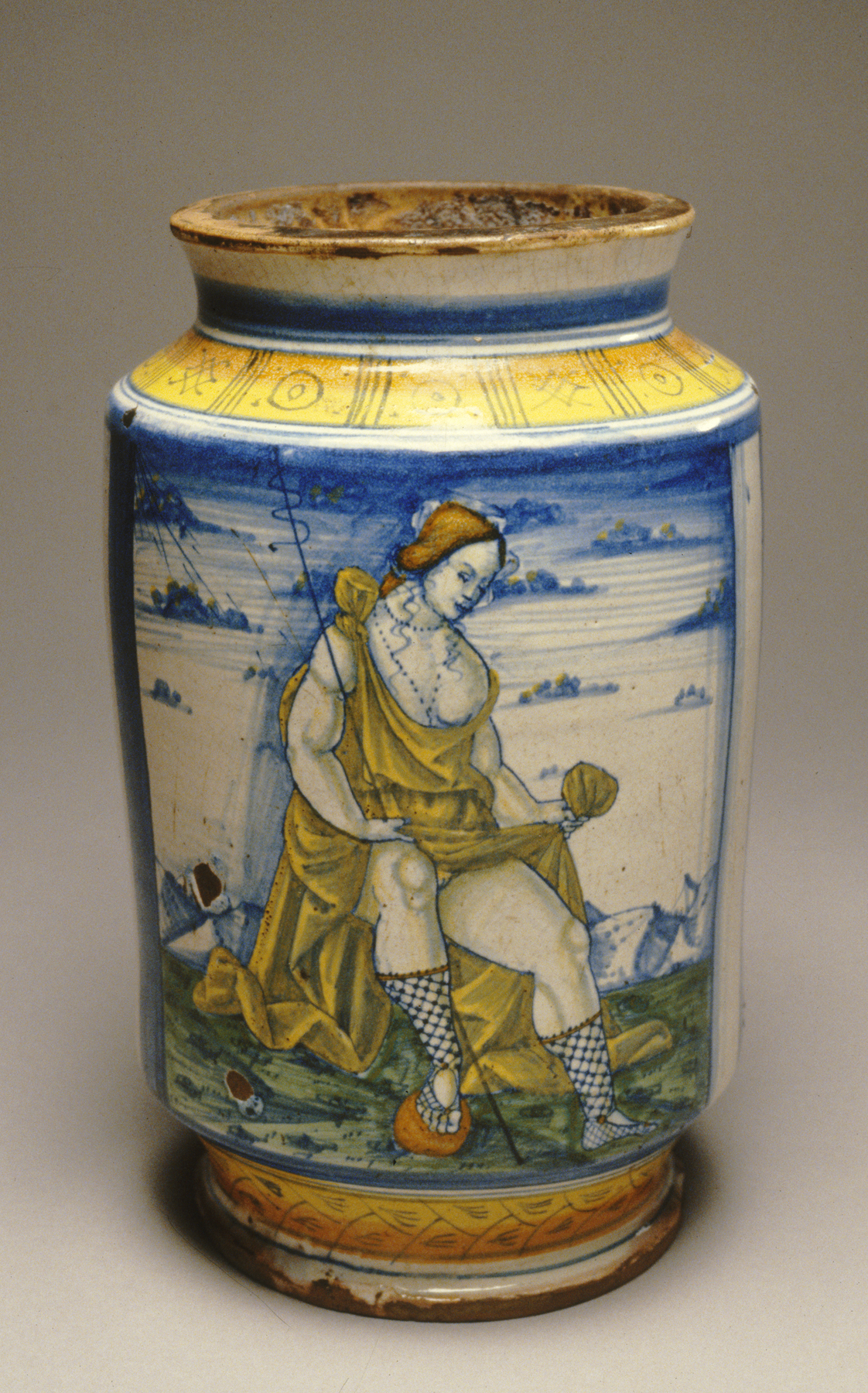
Кераміка Фаенци. Альбарелло, керамічний контейнер для трав і мазей, до 1520 р.,Художній музей Волтерс, США
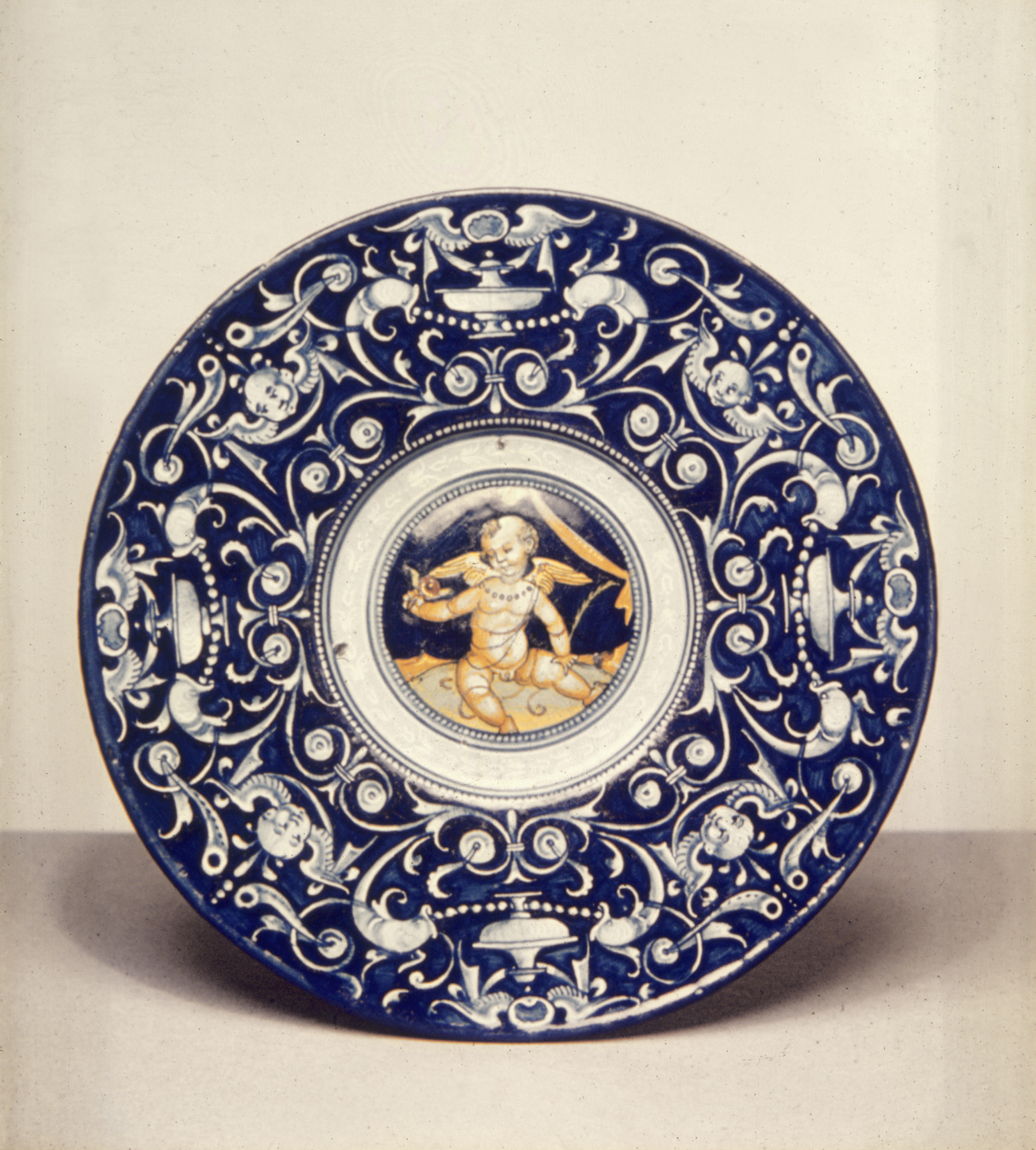
Кераміка Фаенци. Майстерня вогняного будинку. Таріль з Купідоном у центрі і арабесками на бордюрі, Художній музей Волтерс, США.